# Eliška Březinová
Eliška Březinová (Brno, República Checa; 19 de febrero de 1996) es una patinadora artística sobre hielo checa. Ha sido seis veces campeona nacional en los años 2012, 2014 al 2016, en 2018 y en 2019.

## Carrera
Nació en febrero de 1996 en la República Checa. Es hija de Edita y Rudolf Březina, su hermano mayor Michal también es un patinador competitivo. Březinová comenzó a patinar en 2002 y debutó en el nivel júnior internacional en la Serie del Grand Prix Júnior 2010-2011. Su primer triunfo fue en el campeonato nacional sénior y fue elegida para participar en los campeonatos europeo y mundial de 2013, sin lograr un lugar en el podio. En la temporada 2012-2013 tuvo una caída en el rendimiento en nacionales y se ubicó en el lugar 30 del Campeonato de Europa 2013. Sus primeros entrenadores fueron Karel Fajfr y su padre, en 2013 comenzó a entrenar con Ivan Rezek.
En la temporada 2013-2014 ganó su segundo título nacional y logró un lugar para participar en el Campeonato Europeo de 2014, donde se ubicó en el lugar 15 general. En el Campeonato Mundial de 2014, celebrado en Saitama, logró el lugar 18 general. Debutó en la serie del Gran Prix 2014-2015, donde fue asignada al Trofeo Éric Bompard 2014. Su siguiente evento en el Campeonato Europeo de 2015, la dejó en el lugar 15 general. En la temporada 2018-2019 participó en el Autumn Classic de la Challenger  Series y se ubicó en la décima posición, además ganó la medalla de bronce en la Copa Crystal Skate de Rumania en 2018.

### Programas
|           | Programa corto                                                                      | Programa libre                                                                   | Exhibición |
| --------- | ----------------------------------------------------------------------------------- | -------------------------------------------------------------------------------- | ---------- |
| 2018-2019 | Adagio de Albinoni de Remo Giazotto, Tomaso Albinoni Coreografía de Nikolái Morózov | Survivor de 2WEI Coreografía de Misha Ge                                         |            |
| 2017-2018 | Adagio de Remo Giazotto, Tomaso Albinoni Coreografía de Nikolái Morózov             | Lion de Dustin O'Halloran Coreografía de Nikolái Morózov                         |            |
| 2016–2017 | Fever de Eddie Cooley                                                               | Notre-Dame de Paris de Riccardo Cocciante                                        |            |
| 2015–2016 | El Tango de Roxanne de Sting                                                        | Notre-Dame de Paris de Riccardo Cocciante                                        |            |
| 2014–2015 | Megapolis de Bel Suona                                                              | The 13.º Warrior deJerry Goldsmith                                               |            |
| 2013–2014 | Tango Amore de Edvin Marton                                                         | The 13.º Warrior de Jerry Goldsmith                                              |            |
| 2012–2013 | Tango Amore de Edvin Marton El Día Que Me Quieras (Tango) de Richard Clayderman     | Crouching Tiger, Hidden Dragon de Tan Dun Memorias de la geisha de John Williams |            |
| 2011–2012 | Quidam (Cirque du Soleil) de Benoît Jutras                                          | The Cotton Club de John Barry                                                    |            |
| 2010–2011 | Chiquitita de ABBA                                                                  | The Cotton Club de John Barry                                                    |            |